# Нестерук Дмитро Миколайович
Дмитро Миколайович Нестерук (26 січня 1997, село Осівці, Камінь-Каширський район, Волинська область, Україна — 28 лютого 2022, смт Макарів Бучанський район Київська область) — український військовик, капітан (посмертно) Збройних Сил України, брав участь у проведенні операції Об'єднаних Сил на Сході України, учасник російсько-української війни, загинув при звільненні Києва під час російського вторгнення в Україну.

## Біографія
Народився 26 січня 1997 року в селі Осівці Камінь-Каширського району Волинській області, у сім'ї військових.
У 2014—2019 рр. навчався у Харківському національному університеті Повітряних сил імені Івана Кожедуба.
Після закінчення навчання у 2019 році служив у 16-й окремій бригаді армійської авіації в місті Броди. Брав участь в АТО і ООС. Був нагородженим нагрудним знаком «Учасник АТО».

### Після повномаштабного вторгнення РФ
Дмитро разом з екіпажем виконували бойові вильоти на Київщині в місті Макарів.
Загинув 28 лютого 2022 року в складі екіпажу вертольота Мі-8, разом з Олександром Григор'євим та Василем Гнатюком, під час виконання польотного бойового завдання. Тіла українських пілотів удалося забрати лише після звільнення Київщини.
Похований 16 квітня у Бродах на Львівщині.
У Дмитра залишилися батьки, дружина та дочка, яка народилася 30 вересня 2022 року.

## Нагороди
- орден «Богдана Хмельницького» III ступеня (2022, посмертно) — за особисту мужність і самовіддані дії, виявлені у захисті державного суверенітету та територіальної цілісності України, вірність військовій присязі.
- Нагрудний знак «Учасник АТО» (2020).